# 儒家八派
儒家八派（じゅかはちは、じゅかはっぱ）とは、孔子の死後、戦国時代における儒家の8学派。

## 典拠
典拠は『韓非子』顕学篇にある。
世の顕学は儒家と墨家であり、孔子の死後、「儒分為八（儒は分かれて八と為る）」と書かれている。
「子張之儒」、「子思之儒」、「顏氏之儒」、「孟氏之儒」、「漆雕氏之儒」、「仲良氏之儒」、「孫氏之儒」、「樂正氏之儒」が即ち「八儒」である。「顏氏之儒」が顔回門下、「孟氏の儒」が孟子門下、「孫氏の儒」が荀子門下と考えられている。